# Yanguna tetricus
Espèce
Yanguna tetricus est une espèce de lépidoptères de la famille des Hesperiidae, de la sous-famille des Pyrginae et de la tribu des Pyrrhopygini.

## Dénomination
Yanguna tetricus a été décrite par Ernest L. Bell en 1931.

### Nom vernaculaire
Yanguna tetricus se nomme Tetricus Skipper en anglais.

## Description
Yanguna tetricus est un papillon au corps trapu noir à collier rouge. Les ailes sont de couleur bleu métallisé avec une plage bleu clair aux ailes antérieures.
Le revers des ailes est bleu très foncé avec la même plage bleu clair aux ailes antérieures.

## Écologie et distribution
Yanguna tetricus est présent au Pérou et en Guyana,.

### Protection
Pas de statut de protection particulier.